# Azər Rzayev
Azər Hüseyn oğlu Rzayev (* 15. Juli 1930, Baku, Aserbaidschanische SSR, Sowjetunion; † 14. Dezember 2015, Baku, Aserbaidschan) war ein sowjetisch-aserbaidschanischer Komponist, Geiger und Musikpädagoge.

## Leben
Azər Rzayevs Vater war Hüseyn Rzayev, seine Mutter die Opernsängerin Həqiqət Rzayeva (1907–1969). Seine musikalische Ausbildung erhielt er am Staatlichen Aserbaidschanischen Konservatorium Baku. er hatte Violinunterricht bei Semjon Leontjewitsch Bretanizki (1886–1963) und Alexander Naumowitsch Amiton (1911–1969) und besuchte die Kompositionsklasse von Boris Issaakowitsch Seidman (1908–1981). 1953 wurde er in den Fächern Violine und Komposition graduiert.  Von da an war er zehn Jahre lang Violinlehrer an einer Musikschule und Konzertmeister des Orchesters des Konservatoriums. Ab 1954 war er Mitglied im Verband der aserbaidschanischen Komponisten und seit 1957 in dessen Verwaltungsrat. 1955 wurde er bei einem internationalen Kompositionswettbewerb in Warschau ausgezeichnet. Ab 1957 unterrichtete er am Konservatorium in erster Linie im Fachbereich Kammermusik. 1972 erhielt er den Ehrentitel Verdienter Künstler der Aserbaidschanischen SSR. Von 1972 bis 1987 war er Direktor des Staatlichen Aserbaidschanischen Opern- und Balletttheaters. 1977 wurde er Professor am Staatlichen Aserbaidschanischen Konservatorium und später Leiter der Abteilung für Streichinstrumente. Daneben war er künstlerischer Leiter der Philharmonischen Gesellschaft. 1990 erhielt er den Ehrentitel Volkskünstler der Aserbaidschanischen SSR verliehen. Er war Mitglied des sowjetischen Komponistenverbandes. Im Jahre 2000 erhielt er den Şöhrət-Orden und 2002 den Humay-Preis verliehen.  Zu seinem achtzigsten Geburtstag erhielt er für seinen Beitrag zur Entwicklung der aserbaidschanischen Kultur das Ehrendiplom des Präsidenten der Republik Aserbaidschan verliehen. 1997 gründete er ein Kindersinfonieorchester und war lange Jahre dessen Dirigent und künstlerischer Leiter. Azər Rzayev war Autor und Moderator der Fernsehreihe Musiqi aləmində [Welt der Musik] und der Rundfunkreihe Opera səhnəmizin ustaları [Meister unserer Oper] bekannt.

## Werke (Auswahl)
Azər Rzayev schrieb Werke für Bühne und Film. Daneben schrieb er die Sinfonie Bakı-90, drei Violinkonzerte, Fədai-Vətən für Violine und Orchester, ein Klavierkonzert., ein Doppelkonzert für Violine, Viola und Sinfonieorchester, eine Sonatine für Violine und Klavier,  Sonate für Violine, Violoncello und Klavier, Nocturne für Kammerorchester, Cantilena für Violoncello und Orchester,  Düşüncə [Denken] und Qaytağı [Zurück] für Tar und Kammerorchester, Gənc ifaçılar marşı für Sinfonieorchester, sechs Präludien für Klavier und ein Konzert für drei Violinen und Violinorchester.